# Чечевиця гірська
Чечевиця гірська (Urocynchramus pylzowi) — вид горобцеподібних птахів монотипової родини Urocynchramidae.

## Таксономія
Вид описаний у 1876 році російським натуралістом та мандрівником Миколою Прежевальським. Вид названо на честь Михайла Пильцова — супутника Пржевальського у мандрівці у Центральну Азію. Чечевицю гірську відносили або до родини в'юркових (Fringillidae), або до вівсянкових (Emberizidae). Ще у 1918 році польський орнітолог запропонував виокремити вид у монотипову родину Urocynchramidae. У 2000 році систематичне становище виду у монотиповій родині остаточно затверджено.

## Поширення
Вид поширений у горах на заході Китаю у провінціях Цінхай, Ганьсу, Сичуань і в Тибетському автономному районі. Трапляється на висоті 3000-5000 тис. м над рівнем моря.

## Опис
Тіло завдовжки 17 см, хвіст 8-9 см. Довжина крила 7-8,6 см. У самця спина та крила у сіро-коричневих смугах, горло, груди, черево та низ хвоста рожеві. Самиця за забарвленнях схожа на самицю горобця.